# アンデス危機
アンデス危機（アンデスきき）とは、2008年3月に南米のコロンビアと隣国であるベネズエラ、エクアドルとの間で軍事衝突の危険を招いた事件である。

## 概要
発端は、2008年3月1日にコロンビア軍が左翼ゲリラ「コロンビア革命軍（FARC）」を攻撃するためにエクアドル領内に越境したことがきっかけである。この空爆でFARCナンバー2でスポークスマンだったラウル・レジェスとその家族ら23人が殺害され、遺体はコロンビア軍が回収した。
エクアドル大統領ラファエル・コレアは激烈な反応を示し、コロンビアとの国交断絶を発表。コロンビア国境に軍を集結させた。盟邦関係にあるベネズエラとニカラグアもコロンビアを非難し、「戦争も辞さず」との強硬姿勢を見せ、コロンビア国境に軍を集結させた。
その後、米州機構の仲介でコロンビアが謝罪し、事態の解決が宣言され、戦争は避けることができた。しかし、コロンビアとベネズエラ、エクアドルとのわだかまりは依然残っており、外交関係も最低限維持するのみという険悪な関係となってしまった。

## 危機の再来
2009年7月に、コロンビアは、ベネズエラが購入したスウェーデン製の対戦車弾をコロンビア革命軍に転売したと指摘した。ベネズエラは「捏造」と激高し、コロンビアとの外交関係凍結を発表した。
さらに、8月にはコロンビアが麻薬組織対策のため駐留米軍を増強を計画していることに対し、ベネズエラ大統領ウゴ・チャベスが「敵対行為だ。南米での戦争の始まりとなるだろう」と警告、ベネズエラの主要武器輸入先であるロシア製戦車を多数調達すると発表。さらに、8月14日に米・コロンビアの軍事同盟が発効、ベネズエラは「宣戦布告」と猛反発し、両国間の緊張が高まっている。2009年8月25日には、ベネズエラはコロンビアとの断交を予告、チャベス大統領は「関係修復の見込みはない」と言い切っている。また、エクアドルもコロンビアの米軍増強計画を非難しており、コロンビア、ベネズエラ、エクアドルの3ヶ国の今後の関係が危ぶまれている。
2009年11月8日、ベネズエラのテレビ番組「こんにちは大統領」の中で、チャベスが軍にコロンビアとの戦争準備を命令したことを発表、更に「コロンビアと米国がベネズエラ攻撃をたくらんでいる。両国政府が一緒になって世界を欺こうとしている」と述べた。
2010年2月22日、中南米諸国の結束を目指し、メキシコのカンクンで開かれた「統一首脳会議」の昼食会の席上、コロンビア大統領アルバロ・ウリベとベネズエラ大統領ウゴ・チャベスが互いに「くたばりやがれ」などの下品な言葉も交えた怒鳴りあいを展開した。キューバ議長ラウル・カストロが仲裁に入り事は収まったが、コロンビアとベネズエラの関係が深刻な状況になっていることを世界に示した形となった。
2010年7月22日、コロンビアとベネズエラが国交を断絶。ベネズエラのチャベス大統領はコロンビア国境に「全面的非常態勢」を敷くよう軍に命令した。
2010年8月11日、コロンビアとベネズエラが国交を回復することで合意した。